# Lacustrelix minor
Lacustrelix minor é uma espécie de gastrópode  da família Camaenidae.
É endémica da Austrália.